# کنگ دونگمی
کونگ دونگمی ( متولد ۱ ژانویه ۱۹۷۲ ) یک کارآفرین چینی است. او نوه مائو تسه تونگ است.

## اوایل زندگی
کونگ دونگمی در 1 ژانویه 1972 در شانگهای از خانواده لی مین ، دختر مائو تسه تونگ و کونگ لینگهوا به دنیا آمد. خود مائو نامش را دونگمی گذاشت. کنگ هرگز پدربزرگش را شخصاً ملاقات نکرد و آنها فقط یکدیگر را در تصاویر دیدند. او بیشتر دوران کودکی خود را با مادربزرگش، هی زیژن ، در شانگهای گذراند تا اینکه در سال ۱۹۸۴ درگذشت.  

## تحصیلات و حرفه کارآفرینی
در سال ۱۹۹۲ ، کونگ در دانشگاه هوانوردی و فضانوردی پکن (که اکنون به عنوان دانشگاه بیهانگ شناخته می شود) پذیرفته شد، جایی که در ادبیات انگلیسی و آمریکایی تحصیل کرد. او در مصاحبه ای به یاد می آورد: "در آن زمان، من در مورد باز کردن یک کتابفروشی کوچک و زندگی خرده بورژوایی با خواندن رمان های همینگوی ، نوشیدن قهوه و بزرگ کردن یک گربه خیال پردازی می کردم." 
در سال 1996، او به شرکت تازه تاسیس بیمه زندگی تایکانگ پیوست و در سال 1999 برای تحصیل در دانشگاه پنسیلوانیا به ایالات متحده رفت و در آنجا فارغ التحصیل رشته سیاست بین‌الملل شد. پس از فارغ التحصیلی، او در سال 2001 به چین بازگشت و کتابفروشی بیژینگ دونگرون جوشاینگ واقع در 798 Art Zone را تأسیس کرد، این کتابفروشی ادبیات و هرچیزی مربوط به مائو تسه تونگ و کمونیسم را می فروشد. در این مدت او برای کسب مدرک دکترای خود در دانشگاه پکن تحصیل کرد.   
در سال 2009، او به عنوان بخشی از هیئتی از چین برای ارتقای روابط فرهنگی و آموزشی از تایوان بازدید کرد و با جان چیانگ ، نوه رهبر سابق جمهوری چین چیانگ کای‌شک دیدار کرد. سپس این دیدار به عنوان نشانه ای از بهبود روابط کراس استریت تلقی شد.   در سال 2013، مجله چینی نیو فورچون "فهرست 500 ثروتمند" را منتشر کرد که در آن کونگ دونگمی و همسرش چن دونگ‌شنگ حضور داشتند و آنها را با 5 میلیارد یوان (815 میلیون دلار) در جایگاه 242 قرار داد. گنجاندن او باعث ایجاد بحثی در میان شهروندان چینی شد و برخی او را به خیانت به آرمان های مائو متهم کردند.  

## زندگی شخصی
در سال ۱۹۹۶، پس از پیوستن به بیمه عمر تایکینگ، کنگ با موسس شرکت چن دونگ‌شنگ آشنا شد. این زوج در سال ۲۰۱۱ به طور رسمی ازدواج کردند و صاحب سه فرزند شدند.  